# Santa Isabel (São Gonçalo)
Santa Isabel es un barrio del municipio brasileño de São Gonçalo, en el estado de Río de Janeiro, Brasil.
Situado en el segundo distrito, el barrio cuenta con una gran superficie de tierra.

## El barrio
El barrio se encuentra en el municipio de São Gonçalo, haciendo parte del distrito de Ipiíba, que es el segundo distrito de São Gonçalo.
Las principales rutas y calles del barrio son: Carretera Santa Isabel, Carretera Itaitindiba, Carretera de ipiíba, Carretera do Sapê y Carretera do Cordeiro.
Santa Isabel es un barrio residencial y bien arbolado con paisajes rurales típicos, de clase social media baja. Su población es de 14.600 personas.
Aunque considerado un pueblo trabajador y heroico, es innegable el hecho de los habitantes de Santa Isabel sufren el descuido de los gobiernos de turno y al ser un barrio pobre, las cosas más básicas de una ciudad como saneamiento, hospitales, asfalto se ven afectados, sumado esto a muchos otros problemas que se viven en el barrio.

## Comercio
El comercio de Santa Isabel se compone de pequeños establecemientos, tiendas de ropas, zapaterías, venta de gas, carnicerías, panaderías.
El comercio local se distribuye por las principales carreteras de la zona que se extienden los subdistritos

## Salud
Santa Isabel sufre de una enorme falta de salud, los habitantes tienen que trasladarse a otros barrios cercanos para conseguir un puesto de salud.

## Turismo
Santa Isabel tiene un gran potencial para el turismo rural, con paisajes verdes y bosque atlántico. Alto da Gaia, las Cuevas de Santa Isabel, Hacienda Santa Edwigis y varias cascadas y estanques repartidos por todo el barrio.

## Carnaval
En la Plaza de Santa Isabel todos los años se celebra el Carnaval Gonçalense. Grupos de carnaval, juerguistas, Pierrot, bloques son una alegría para muchas personas procedentes de varios distritos de la región para el carnaval de Santa Isabel.

## Clima
El clima de Santa Isabel es lo que se ve en toda la ciudad de São Gonçalo, templado y seco (20 a 35).